# Orange kamskivling
Orange kamskivling (Amanita crocea, svenskt nylatinskt uttal IPA /amaˈniːta ˈkroːsea/)) är en svampart. Den är ätlig och välsmakande, men svampguider avråder ovana svampplockare från att plocka arter i flugsvampsläktet.

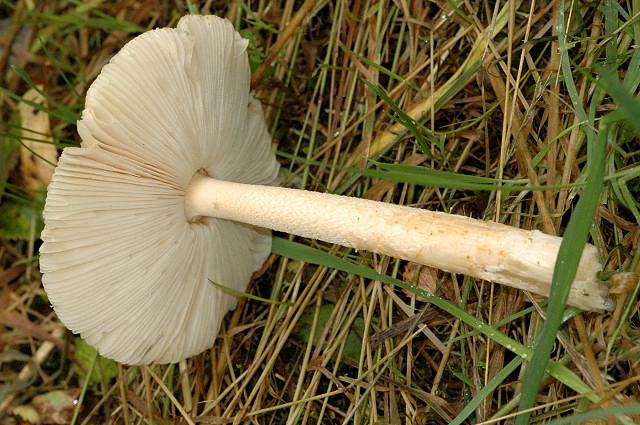
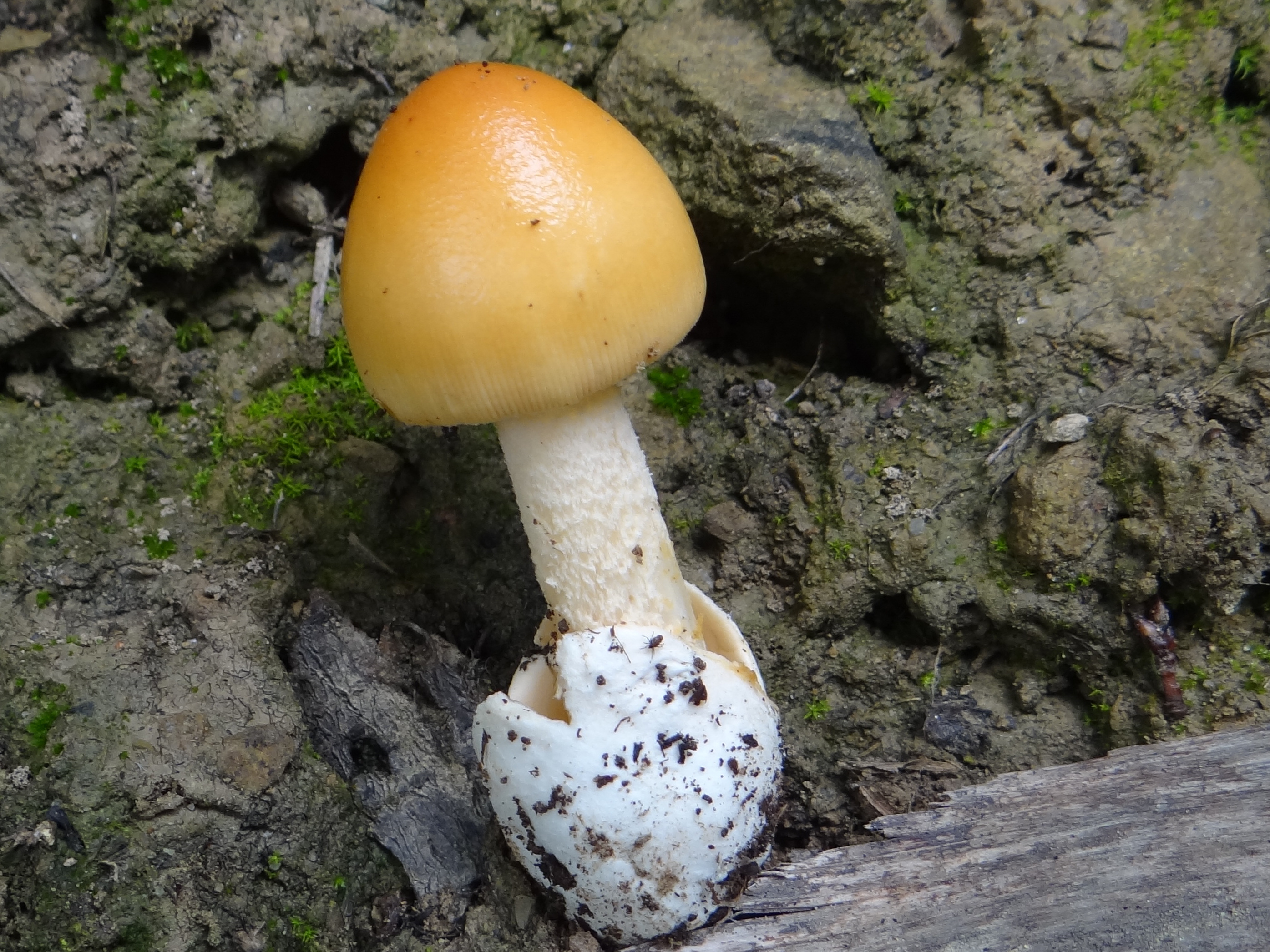
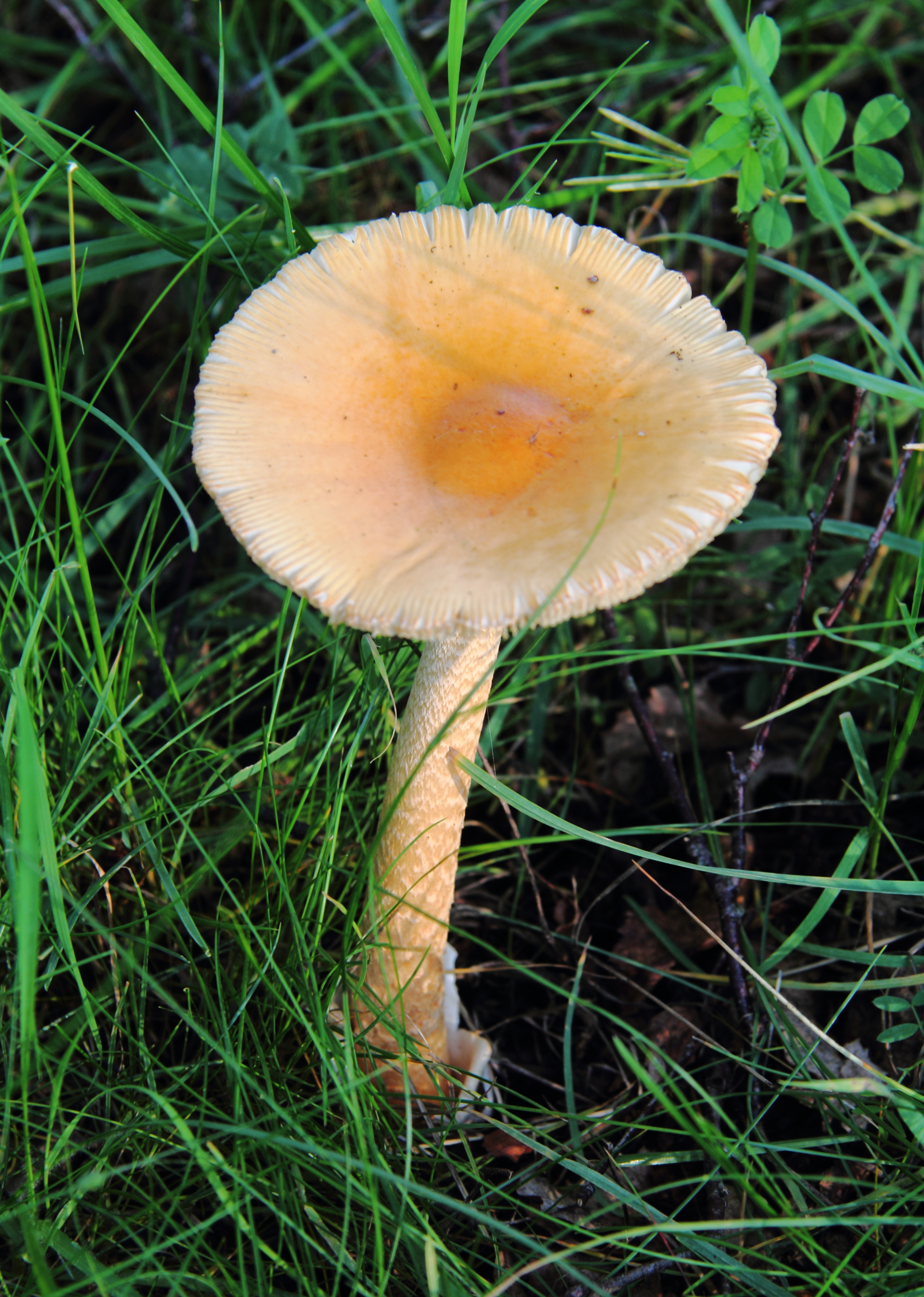

## Beskrivning
Det viktigaste kännetecknet för kamskivlingar är att hattens ytterkant ser ut som om tänderna på en kam låge precis under en genomskinlig hinna, särskilt när hatten har vuxit ut (se bild).  Denna visuella effekt skapas av att lamellerna (skivorna) närmast hattkanten ligger direkt under hatthuden utan något mellanliggande hattkött.

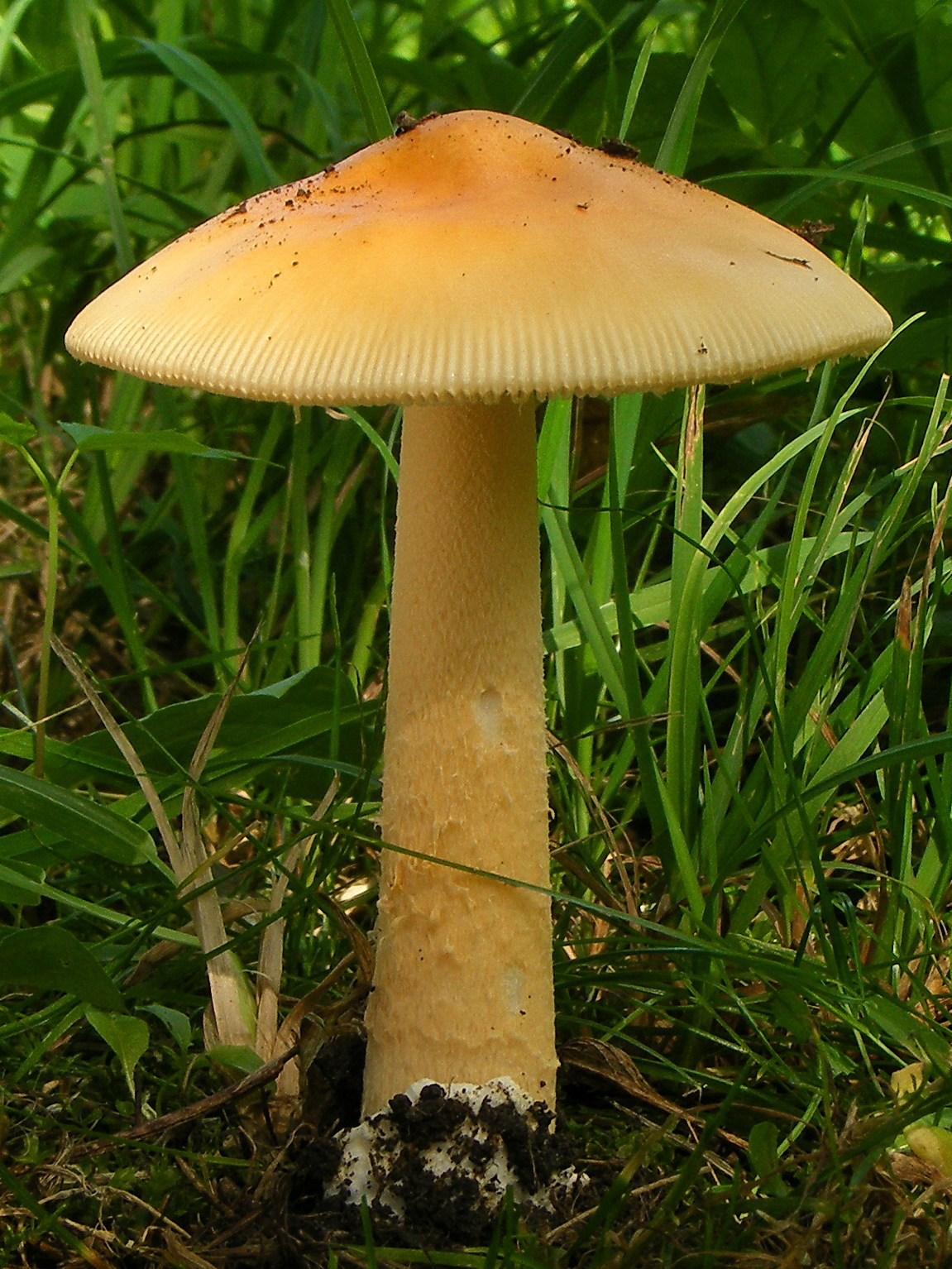
Orange kamskivlings hattkant ser ut som kamtänder under en hinna.

Hatten är 5 till 15 centimeter. Den blir till slut ofta skålformad, så att regnvatten kan samlas. Hatten behåller en upphöjd mittdel (umbo), även om hattens kant böjs uppåt. Det är mycket ovanligt med hylleplättar på hatten. Hattens färg kan dra mot brunt, och hattens kanter och foten kan vara ganska ljus, men svampen blir vanligen tydligt brandgul (orange). Ring saknas på foten, men som alla kamskivlingar har svampen strumpa (volva), ofta dold djupt ner i gräset. Foten är avsmalnande upptill, och har fjäll, som kan skapa ett vitt sicksackmönster (”vattring”).

## Utbredning och systematik

### Utbredning
Arten är reproducerande i Sverige.

### Underarter
Inga underarter finns listade i Catalogue of Life.

### Besläktade arter och högretaxa
Orange kamskivling tillhör släktet flugsvampar (Amanita) och familjen Amanitaceae. Den ingår i undergruppen kamskivlingar.

## Forsknings‑ och nomenklaturhistoria
Arten beskrevs först av Lucien Quélet och fick sitt nu gällande namn av Rolf Singer 1951.

## Artnamnets och trivialnamnets etymologier

### Vetenskapligaartnamnetsetymologi
För släktnamnets etymologi, se Amanita. Artepitetet crocea (maskulinum croceus) betyder ”saffransfärgad” på latin.

## Trivialnamn
”Kam” i det svenska trivialnamnet syftar på utseendet; se nedan. Orange kamskivling är en flugsvamp, men namngivare har valt att kalla denna undergrupp ”kamskivlingar” för att skilja denna ganska ofarliga undergrupp från de giftiga svamparna i flugsvampsläktet. ”Skivling” kallas svampar med lameller (skivor) under hatten.

## Matsvamp
Orange kamskivling är en god matsvamp, men ovana svampplockare avråds från att plocka medlemmar av släktet Amanita, eftersom två arter i släktet är dödligt giftiga, och andra är giftiga.